# Червенокръст папагал
Червенокръстият папагал (Psephotus haematonotus) е вид птица от семейство Psittaculidae.

## Разпространение и местообитание
Разпространен е в Австралия.